# Johnny Boychuk
John Paul „Johnny“ Boychuk (* 19. Januar 1984 in Edmonton, Alberta) ist ein ehemaliger kanadischer Eishockeyspieler. Der Verteidiger bestritt zwischen 2008 und 2020 über 700 Partien für die Colorado Avalanche, Boston Bruins und New York Islanders in der National Hockey League (NHL). Mit den Bruins gewann er dabei in den Playoffs 2011 den Stanley Cup.

## Karriere

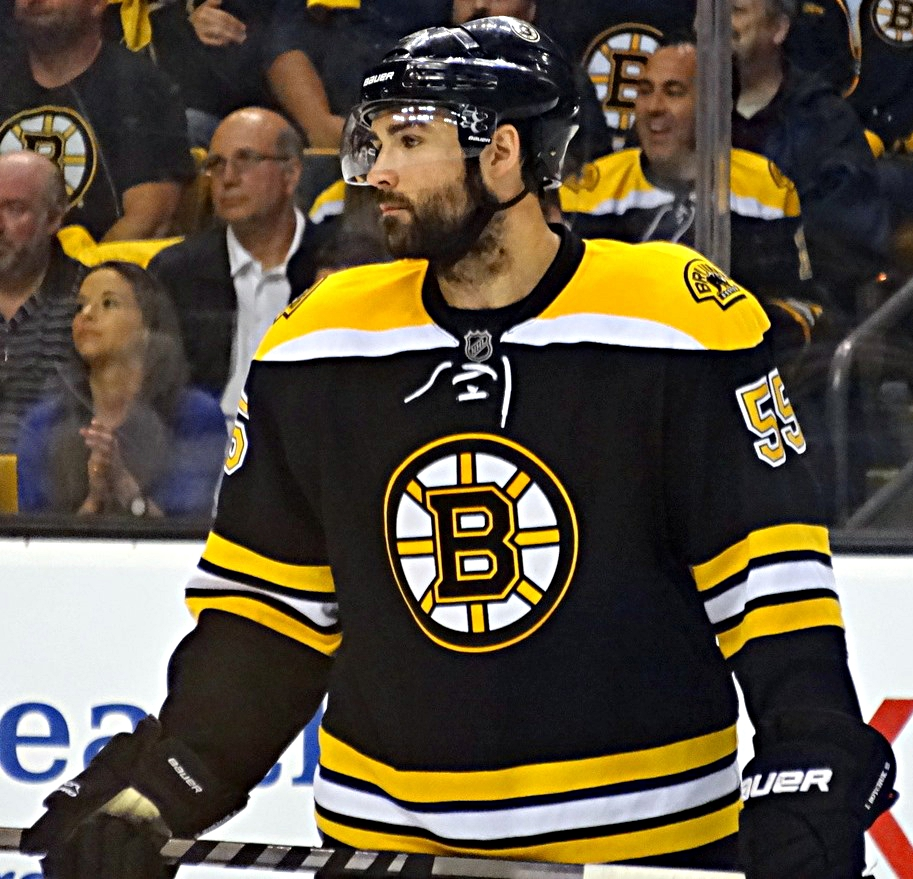
Boychuk im Trikot der Boston Bruins (2013)

Johnny Boychuk begann seine Karriere als Eishockeyspieler in der Western Hockey League, in der er von 1999 bis 2004 für die Calgary Hitmen und Moose Jaw Warriors aktiv war. In dieser Zeit wurde er im NHL Entry Draft 2002 in der zweiten Runde als insgesamt 61. Spieler von der Colorado Avalanche ausgewählt.
Zunächst spielte der Verteidiger jedoch von 2004 bis 2007 je eine Spielzeit lang für deren Farmteams aus der American Hockey League, die Hershey Bears, Lowell Lock Monsters und Albany River Rats, ehe der Rechtsschütze in der Saison 2007/08 sein Debüt in der National Hockey League für Colorado gab. Für die Avalanche stand er in dieser Spielzeit in insgesamt vier Spielen auf dem Eis, in denen er punkt- und straflos blieb. Den Großteil der Saison verbrachte der Kanadier allerdings erneut bei deren neuen AHL-Farmteam, den Lake Erie Monsters. Am 24. Juni 2008 wurde Boychuk im Tausch für Matt Hendricks an die Boston Bruins abgegeben, für die er in der Spielzeit 2008/09 nur ein Mal in der NHL auf dem Eis stand. Die restliche Zeit verbrachte er bei deren AHL-Farmteam, den Providence Bruins. Dort wurde er am Saisonende ins First All-Star Team der Liga gewählt sowie mit dem Eddie Shore Award als bester Verteidiger ausgezeichnet. Anschließend etablierte sich der Kanadier im NHL-Aufgebot der Bruins und gewann mit dem Team in den Playoffs 2011 den Stanley Cup.
Nach sechs Jahren in Boston gaben ihn die Bruins im Oktober 2014 an die New York Islanders ab, um die Salary Cap einzuhalten. Die Islanders transferierten für ihn zwei Zweitrunden-Wahlrechte für die NHL Entry Drafts 2015 und 2016 sowie ein optionales Drittrunden-Wahlrecht für den NHL Entry Draft 2015 nach Boston. Im März 2015 unterzeichnete er einen neuen Siebenjahresvertrag in New York, der ihm ein durchschnittliches Jahresgehalt von sechs Millionen US-Dollar einbringen soll. Zudem übernahm er zur Spielzeit 2018/19 das Amt des Assistenzkapitäns bei den Isles. Im November 2020 verkündete Boychuk das verletzungsbedingt vorzeitige Ende seiner aktiven Karriere. Im März 2020 war er von der Kufe des Schlittschuhs eines Gegenspielers versehentlich am Auge getroffen worden, was letztlich bleibende Schäden hinterließ. Insgesamt hatte er 725 NHL-Partien bestritten und dabei 206 Scorerpunkte verzeichnet. Da das Gehalt aus Boychuks Vertrag weiterhin bis zum Sommer 2022 in die Salary Cap der Islanders einberechnet wurde, transferierten sie diesen im November 2021 – und damit ein Jahr nach dem Rücktritt des Abwehrspielers – zu den Buffalo Sabres.

### International
Für Kanada nahm Boychuk an der U18-Junioren-Weltmeisterschaft 2002 teil, bei der er mit seiner Mannschaft den sechsten Platz belegte. In fünf Turnierspielen erzielte der Verteidiger ein Tor.

## Erfolge und Auszeichnungen
| - 2002 Teilnahme am CHL Top Prospects Game - 2009 Teilnahme am AHL All-Star Classic - 2009 AHL First All-Star Team | - 2009 Eddie Shore Award - 2011 Stanley-Cup-Gewinn mit den Boston Bruins |

## Karrierestatistik

### International
Vertrat Kanada bei:
- U18-Weltmeisterschaft 2002

(Legende zur Spielerstatistik: Sp oder GP = absolvierte Spiele; T oder G = erzielte Tore; V oder A = erzielte Assists; Pkt oder Pts = erzielte Scorerpunkte; SM oder PIM = erhaltene Strafminuten; +/− = Plus/Minus-Bilanz; PP = erzielte Überzahltore; SH = erzielte Unterzahltore; GW = erzielte Siegtore; 1 Play-downs/Relegation; Kursiv: Statistik nicht vollständig)